# Pareuxoa fuscata
Pareuxoa fuscata là một loài bướm đêm thuộc họ Noctuidae. Nó được tìm thấy ở vùng Tarapacá của Chile.
Sải cánh dài khoảng 30 mm. Con trưởng thành bay vào tháng 11.